# Большая Михайловка (Воронежская область)
Большая Михайловка — посёлок Верхнехавского района Воронежской области.
Входит в состав Семёновского сельского поселения.

## География

### Улицы
- ул. Полевая.

## Население
| 1859 | 2000 | 2005 | 2010 |
| ---- | ---- | ---- | ---- |
| 394  | ↘26  | ↗28  | ↘23  |